# 希釈平板法
希釈平板法（きしゃくへいばんほう、英: dilution plate method）とは、微生物の分離法の一つで、調査対象とする試料を無菌の希釈液に合わせて懸濁液を作り、これを適当な割合で希釈し、寒天平板培地に広げて培養するものである。単独細胞由来のコロニーが出来ることから量的計測に利用できる利点があり、そのような目的にも用いられる。微生物の分離培養法の標準的な方法と目されている。

## 具体例
例えば青島他編(1983)の土壌菌類の分離法として以下のような方法が解説されている。
- 2 mmメッシュのふるいに掛けた土壌30 gを滅菌水270 mLに投下して10分間振盪して懸濁液とする（10倍希釈液）。
- これを10 mL取り、90 mLの滅菌水を加えて振盪する（100倍希釈液）。同様の手法で更に希釈率の高い液も作れる。
- 希釈液1 mLを取って滅菌シャーレに入れ、固形化直前の温度にまで冷やした寒天培地を注ぎ入れ、よく混ざり合うように手でシャーレを回す。
- 寒天が固まるまで放置し、その後に室温で培養する。
- 菌が出現するとその菌糸か胞子を採取し、培養用の培地に移し、純粋培養を試みる。

これは比較的単純な希釈平板法の手順である。

## 一般論
上記のように、微生物を探し出すべき試料を液体中に懸濁させ、それを様々な濃度に希釈して寒天平板上に広げて培養するのが希釈平板法である。微生物の細胞は懸濁させることで試料液体中に均等に散らばることが期待できるので、その一部を取って寒天の上に広げると、それぞれの位置で繁殖を始め、一定時間の後にはそれぞれにコロニーとして検知できるようになる。うまくいけば個々には単独の細胞から出発したコロニーが散らばって出現するので、それを元に純粋培養を始めることが可能になる。対象となるのは寒天培地で培養が可能で、それもある程度以上の速度で増殖するものに限られ、具体的には細菌類と菌類が普通の対象である。

希釈段階とその培養結果

もちろん1つのシャーレに入った細胞が多すぎた場合、コロニーが互いに接触したり重なったりすることになるので分離は難しくなる。そのために通常は10倍希釈と100倍希釈と1000倍希釈という風に何段階かの希釈レベルの試料を作り、同時に試行する方法が用いられる。分離だけを考えるのであればコロニー間の距離が大きい方がいいので、希釈率は高い方が有利であるが、シャーレ1枚にコロニー1個ではもったいないという感覚はある。
他方で、このようにして出現したコロニーの数がその試料に含まれていた細胞数に当たると考えることが出来ることから、この方法は元の試料に含まれていた細胞の密度を測定する方法として用いることが出来る。つまり微生物の量的測定の方法とすることが出来る。そのような観点から見ると、もちろん正確な計数のためにはシャーレに含まれるコロニーが多すぎるのはコロニーがくっつき合ったり重なったりする恐れが大きいので望ましくない。他方で少なすぎてもその値からの推定に不確かさが大きくなる。上記の土壌菌培養の例ではシャーレ1枚当たり40-50個以下程度のコロニーが出現するような希釈率を選ぶべきであり、出来れば予備実験で適する希釈率を調べるべきとしており、また計数を重視するなら同一の希釈率で平板を5枚は用意するものとしている。

## 具体的方法

### 前処理
試料を懸濁させる前、あるいはその際に薬品や熱を加える等の処理をすることで特定の生物を選択することが出来る。例えばアオカビやコウジカビの完全世代（テレオモルフ）を得るためには前処理で加熱をした方が出現しやすいことが知られている。また、下記のように希釈液を寒天が固まる前に加え、そのまま混ぜて固める混釈法ではさほど高温でなく、また短時間であるとはいえ40 ℃程度の熱が加わることになり、これが加熱の前処理をしたことになると考えられる。海産の細菌には温度に感受性が高いものがあるため、それを対象にする場合には寒天を固めてからその表面に広げる塗抹法を用いなければならない。

### 懸濁液
懸濁液は試料を液体に混ぜ、均等になるようによく攪拌振盪をすることで作る。固形物であれば粉砕して混ぜる。より均等な懸濁液を得るためにマグネチックスターラーを用いたり、超音波を利用する例もある。
加える液体は淡水および陸上のものを対象とする場合、単純には蒸留水でよく（もちろん滅菌は必要）、菌類学では水道水を滅菌したものを用いる場合もある。他方でより特殊な溶液を用いる例もある。0.05-0.15%程度のごく薄い寒天溶液を用いるのは良い懸濁液を選るのに適している。また界面活性剤であるポリソルベートもよく用いられ、また緩衝液を用いる例もある。

### 培地に広げる
試料を寒天培地全体に広げる方法として、以下の二つがある。

#### 塗抹法

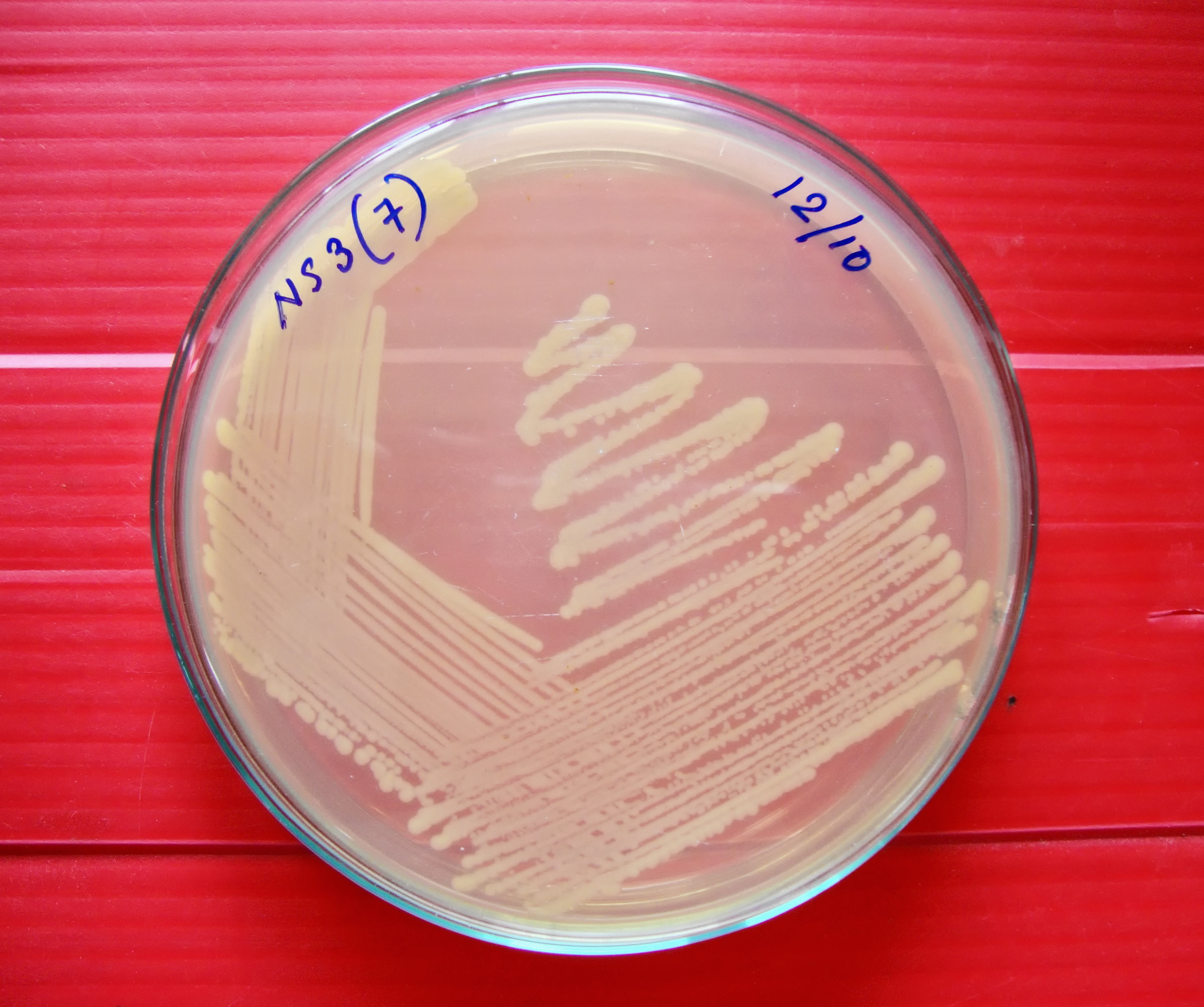
白金線による塗抹の結果（大腸菌培養の例）

塗抹法はあらかじめ固めておいた寒天平板の表面に希釈液を塗り広げる方法である。そのための方法はいくつかあり、例えば白金線を使う場合、試料を白金線の先端につけ、その先端を寒天表面に押しつけて引っ張り、寒天上に塗りつけてゆく。先端は幅の狭い線を描くので、寒天表面にぐねぐねと曲線を描くように長く引っ張る。
この方法では白金線の軌跡に沿ってコロニーが点々と生じる形となる。特に最初に触れたところでは細胞数が多く、密度が高くなることが多く、後の方になるに従ってコロニーの間隔が大きくなるので、その部分で分離を行うことになる。したがって計数を行うには向いていない。

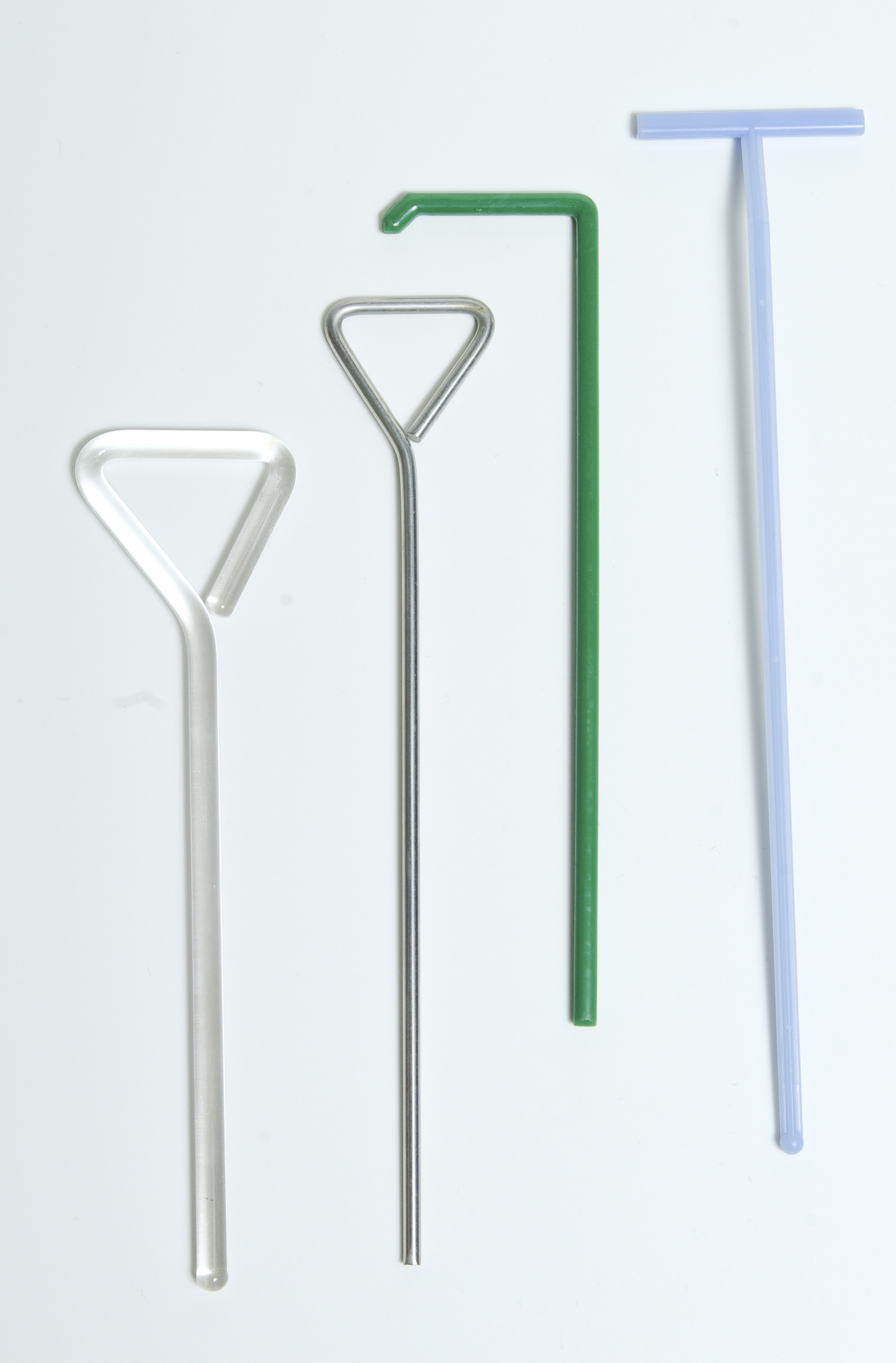
コンラジ棒。寒天表面に希釈液を広げる道具。

より全面に均等に塗抹するにはガラス棒を使う方法がある。ガラス棒の先端を三角など、とにかく先端が横棒となる形に折り曲げたものをコンラジ棒と言い、これを用いる。まず寒天の表面に試料を滴下し、その上からこの横棒の部分を寒天に密着させて滑らせることで寒天表面全体に塗り広げるものである。そのさい試料が多すぎると寒天の表面が乾かず、コロニーが密着しがちになるので0.1 mL程度にする。なお、均等に塗付するために寒天培地を回転させるターンテーブルが市販されている。

#### 混釈法
混釈法は寒天培地と試料を混合して平板とする方法である。寒天培地は40 ℃程度までは固まらないのでこの段階で試料を混ぜ合わせると細胞が死なないままに寒天培地に混入させることが出来る。そのような固形化しない程度に低温になった寒天培地に試料を一定量加えて混和し、それをシャーレ内に流し込んで平板を作る。出現するコロニーは寒天の内部に出現する。
なお、この方法でも表面に出現するコロニーはありえるし、その場合にはコロニー同士がくっつきやすくなり、また寒天中のコロニーとは様相を変える場合がある。これを避けるために試料を混和した寒天培地の平板を作った後、その上に無菌の寒天培地を流し込んで固める方法がある。これを重層培地と言い、こうすることですべてのコロニーが寒天内に出ることになる。

### 培地の選択
培地はその目的によって使い分ける。特定の対象を求める場合にはその菌種がよく発育する培地を選び、またそれ以外の生物が発育するのを制約する成分や、あるいは目的の菌種が発育した場合には特定の色を呈する成分を加え、確認の助けとする場合もある。このような培地を選択培地という。それに対してより広い範囲の種群を対象にする場合にはより一般的に使用される培地を選び、そのようなものは非選択培地という。ただし完全な非選択培地となるものは存在せず、その結果を判断する際にはそのことを考慮しなければならない。そのほかに例えば菌類を目的にする場合には細菌の繁殖を抑えるためにクロラムフェニコールなど抗生物質を添加するといったこともよく行われる。

## 諸問題
この方法は微生物を扱う場合にごく基本的かつ普遍的な方法と考えられている。たとえば微生物研究法懇談会(1975)では分離法の冒頭にほぼこの方法のみしかないかのような触れ方をしている。ただしこの方法にも問題はあり、また微生物の培養一般に関わる問題も合わせて考える必要がある。
まず一般的に微生物は培養が出来なければ確認できない。また培地によって培養可能な生物が異なる。すなわち特定の培地を使う限り、必ず確認できない生物が存在する。
この方法については根本的な問題点として、その試料中に存在する生物間の関係を破壊した形でしか調べられないという点がある。これは例えば寄生性など、他の生物の存在無しには生育できないものが絶対に出現しない、ということである。また成長の早いカビなどが出現すると他のものがそれに覆われて分離しがたくなる場合がある。また成長が早くて胞子形成の良い菌種が優先して分離される傾向がある。
その上で分離法としての利点はうまくいった場合には単細胞由来のコロニーを得られやすいという点が上げられる。また希釈率を上げた場合には出現率が低い菌が分離できる場合がある。
他方で計数法としてはこの方法は便利ではあるものの、以下のような問題点が指摘されている。分離法としての使用も含め、群別に述べる。

### 細菌について
細菌類については肉汁培地で希釈平板法を使うのが古典的には標準的な手法であり、例えば土壌中の細菌数を調査するにはこの方法を用いる。ところが土壌試料の懸濁液を顕微鏡で調べるなど直接に細菌細胞の計数をすると、平板法での計測数の10-100倍、あるいはそれ以上に大きい値が得られることが古くから知られてきた。これは自然状態の土壌では細菌の大部分が不活性な状態にあるためとの考え方もある。また上記のように培地の種類によって出現する種が異なるから、それによるとの判断もあり、これを『培地選択制説』という。服部(1987)はこの方法の考え方の基本をパスツールからコッホへという微生物学の系譜に見ており、『生きている細菌は栄養があれば必ず繁殖してコロニーを作る』との判断に基づくものだと述べた上で、土壌微生物学はそこから脱却する様々な考え方を発展させてきたことを紹介してる。例えばヴィノグラドフスキーは土壌細菌には人工培地上では容易に生育しない『土壌固有細菌』が多く含まれているとの説を唱えた。また土壌粒子を超音波で破砕すると細菌数が増えることから、多くの細菌が土壌粒子の表面や内部に強く吸着されていることも示された。更に培地中の栄養分濃度を通常のものより10,000倍程度に希釈することでより多くの細菌が出現することなども示されている。これらは自然界の微生物世界が複雑な構造の元にあり、また微生物の性質もきわめて多彩で栄養を与えればすぐに繁殖するというような単純なものではないこと、また従来の実験技法が機械的で単純で、また人間本意であることによると彼はまとめる。
現在では土壌中の細菌の内で平板培地上で検出できるものの割合は0.3%、海水中のそれは0.1%以下で、時には0.0001%でしかないことが知られている。また低栄養の培地では出現菌数が増えることに関しては、微生物学が病原菌の研究を基礎に発展したため、標準的に用いられてきた培地が病原体向けのものであり、例えば人体の構成成分とその濃度は自然界に普通にある状態より遙かに高いことに起因すると考えられる。現在では土壌菌検出のための非選択培地としては肉汁培地を100倍に希釈して用いるのが普通である。

### 菌類の場合
菌類では問題はもっと複雑である。細菌の場合、基本的には単細胞であるから、希釈平板法におけるコロニーの出発点になるのは細菌本体である。それに対して菌類の体は普通はより大きくなる菌糸体であり、希釈平板法では胞子がコロニーの出発点になると考えられるからである。つまり培地の問題以前に、この方法による結果はそこに生息している菌類そのものではなく、そこに存在する胞子を反映するものになる。もちろん土壌中には多くの菌類が胞子を作って生育しているのではあるが、胞子を作っていないものも多く存在することは容易に想像できる。例えばWarcupは寒天培地に土壌顆粒そのものを寒天培地に混釈する土壌平板法によってフハイカビ Pithyum を土壌から分離することに成功したが、このカビはいわゆる鞭毛菌に属するものであり、土壌中では菌糸の状態で生育し、自由水があるときにのみ遊走子を生じるものと考えられる。このようなものはこの方法では出現する可能性がほとんど無い。彼はまた土壌菌の生態学と研究法について多くの研究を為した。土壌から希釈平板法で多く得られるものとしてはケカビ Mucor 、コウジカビ Aspergillus 、アオカビ Penicillium 、トリコデルマ Trichoderma が挙げられるが、これらはいずれもとてもよく胞子形成をする菌として知られており、この方法ではこのような菌にとってとても有利であることを述べ、それによる結果が実際の土壌における菌の密度や状況を反映しないとした。そしてより現実の土壌菌類相を知るための様々な方法を工夫した。上記の土壌平板法はその一つである。なお菌類学会編(2013)では希釈平板法と上記の土壌平板法を区別せず、単に試料となる土壌の処理法の違いと見なしている。つまり懸濁液の上澄みを取るか、土壌顆粒を含めるかの違いである。おそらくは菌類の場合には菌糸体そのものを分離源と出来るように顆粒込みでなければ菌相を反映しいがたいとの判断が成立したためと考えられる。もちろん土壌顆粒を含めた場合には計数法としての使用は制約される。

## 特定の微生物の計数法として
上記のような問題点は対象が既知の微生物の場合には大幅に緩和される。その性質がよく知られているものが対象の場合は、その生物を培養するのに適した培地を利用できるし、その生物が生育する環境を用意することも出来る。場合によってはその生物の繁殖を邪魔する生物を抑えることでその出現を容易にすることも可能である。
例えば大腸菌は水質汚濁や汚染の指標生物とされており、様々な場合にその密度を測定することが求められている。そのような場合には多くこの方法が用いられてきた。例えば『下水の水質の検定方法等に関する省令』では大腸菌群数を測定する方法として試料10 mLに生理的食塩水90 mLを加えて希釈（10倍希釈）し、その希釈液から更に100倍希釈液を作り、1 mLずつをシャーレにとり、デソキシコレート寒天培地で重層平板として培養することが定められている。ちなみに上記培地では大腸菌のコロニーが赤く染まるので簡易的に肉眼でも判別できる。
なお、現在では大腸菌計数法としてはMPN法といって液体培地を加えた試験管に試料を細分して入れ、大腸菌が存在すればその発酵作用によって発生するガスを検知する方法が開発されており、そちらが広く行われている。しかしこれには一定以上の資材や設備を必要とするため、上記の希釈平板法も用いられ、また改良した培地も作られている。